# John Hugentobler
John Hugentobler (* 6. März 1957 in Genf) ist ein ehemaliger Schweizer Radrennfahrer und nationaler Meister im Radsport.

## Sportliche Laufbahn
1971 wurde er Schweizer Meister im Steherrennen der Amateure vor Hansruedi Spannagel.
Im Strassenradsport gewann er 1969 die Tour du Lac Léman vor Daniel Boilley. 1971 war er in der Stausee-Rundfahrt Klingnau vor Hansruedi Keller siegreich. Mit der Mannschaft der Schweiz gewann er den Prolog im Grand Prix Guillaume Tell. Das Milk Race fuhr er 1967.